# Julius Friedrich Cohnheim

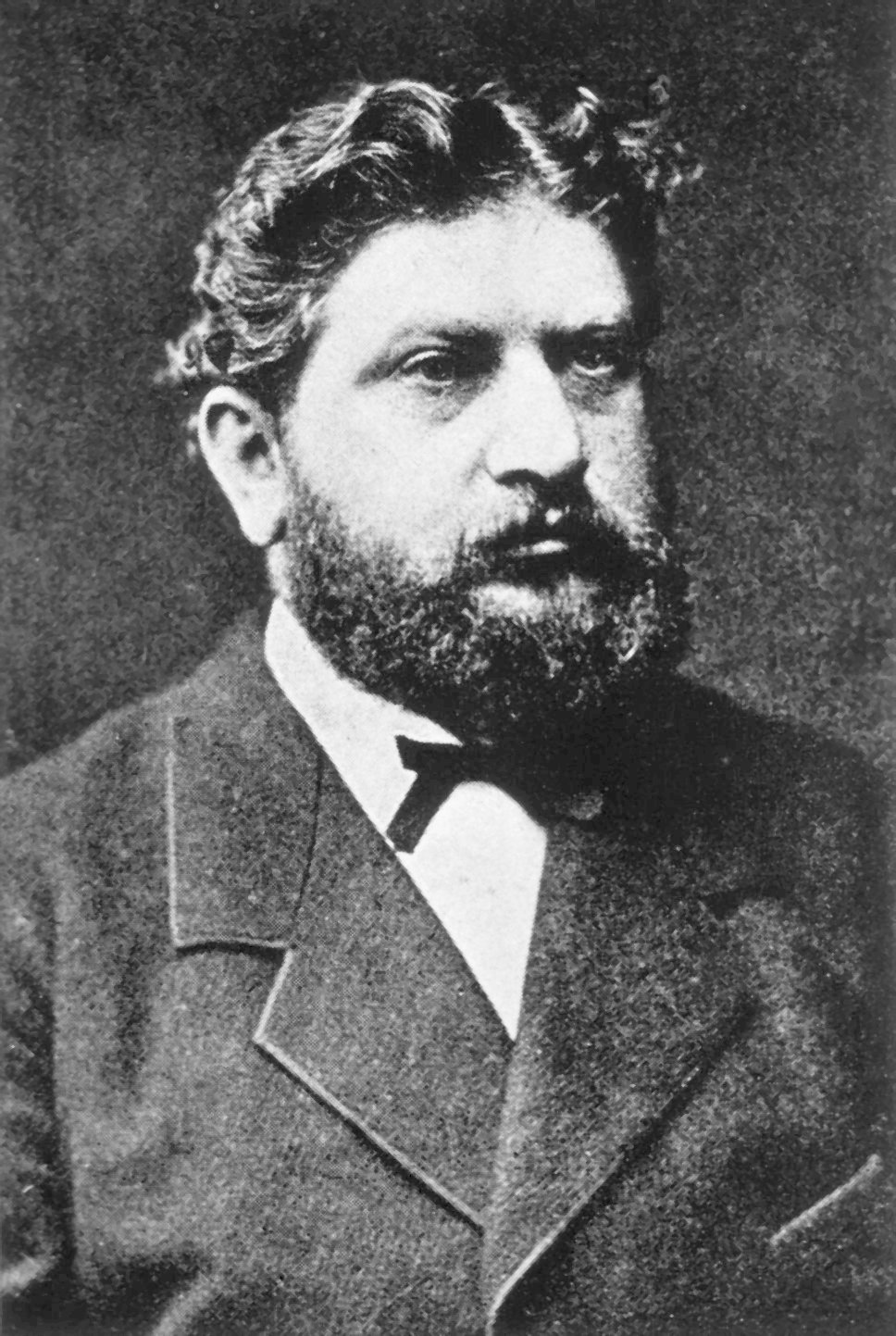
Julius Friedrich Cohnheim

Julius Friedrich Cohnheim (n. 20 iulie 1839 la Demmin - d. 15 august 1884 la Leipzig) a fost un patolog german de origine ebraică.
A studiat la universitățile din Würzburg, Marburg, Greifswald și Berlin și obține doctoratul la Universitatea Humboldt din Berlin în 1861.
Parcurge niște cursuri suplimentare la Praga, ca în anul următor să revină la Berlin, unde profesează până în 1864, ca apoi să intre chirurg pe frontul de luptă împotriva Danemarcei.
În toamna anului 1864, devine asistentul lui Rudolf Virchow și deține acest post până în 1868.
În această perioadă, publică mai multe lucrări referitoare la chimie fiziologică și histologie, iar în final își direcționează interesul către anatomie patologică.
Una dintre cele mai valoroase lucrări ale sale, care l-a consacrat ca patolog, este "Ueber Entzündung und Eiterung" ("Asupra inflamațiilor și secrețiilor purulente").
În 1868 este numit profesor de anatomie patologică și patologie generală la Universitatea din Kiel, iar în 1872 ocupă poziția similară la Universitatea din Wrocław.
În 1878 este numit profesor de patologie la Universitatea din Leipzig, funcție pe care a deținut-o până la sfârșitul vieții.